# Hồ tinh bột
Hồ tinh bột là hỗn hợp của tinh bột và nước khi đun nóng. Phản ứng giữa hồ tinh bột với dung dịch iod tạo màu xanh tím đặc trưng (còn được gọi là phản ứng màu của iod với hồ tinh bột). Đây là phản ứng dùng để nhận biết tinh bột.
Phân tử tinh bột hấp phụ iod tạo ra dung dịch có màu xanh tím. Khi đun nóng, iod bị giải phóng ra khỏi phân tử tinh bột làm mất màu xanh tím. Khi để nguội, iod bị hấp phụ trở lại làm cho dung dịch có màu xanh tím.
Nhỏ dung dịch iot vào hồ tinh bột → Dung dịch màu xanh tím; đun nóng → Dung dịch mất màu; để nguội → Dung dịch màu xanh trở lại.